# Antal van der Duim
Antal van der Duim (* 16. September 1987 in Heerenveen) ist ein ehemaliger niederländischer Tennisspieler.

## Karriere
Antal van der Duim spielte hauptsächlich auf der ATP Challenger Tour und der ITF Future Tour. Er feierte 14 Einzel- und 28 Doppeltitel auf der Future Tour. Auf der Challenger Tour gewann er 10 Turniere, alle im Doppel. Seine erfolgreichste Zeit war von 2015 bis 2016, als er im Einzel und Doppel jeweils seine höchsten Platzierungen in der Rangliste erreichte. Nach 2016 gewann er keine Titel mehr. 2018 spielte er letztmals Turniere.

## Erfolge
| Legende (Anzahl der Siege)  |
| Grand Slam                  |
| ATP World Tour Finals       |
| ATP World Tour Masters 1000 |
| ATP World Tour 500          |
| ATP World Tour 250          |
| ATP Challenger Tour (10)    |

### Doppel

#### Turniersiege
| Nr. | Datum              | Turnier                 | Belag     | Partner          | Finalgegner                        | Ergebnis          |
| --- | ------------------ | ----------------------- | --------- | ---------------- | ---------------------------------- | ----------------- |
| 1.  | 5. August 2007     | Saransk                 | Sand      | Boy Westerhof    | Alexei Kedrjuk Uros Vico           | 6:2, 7:63, [11:9] |
| 2.  | 26. August 2007    | Manerbio                | Sand      | Boy Westerhof    | Frederico Gil Alberto Martín       | 7:64, 3:6, [10:8] |
| 3.  | 11. September 2011 | Alphen aan den Rijn (1) | Sand      | Thiemo de Bakker | Matwé Middelkoop Igor Sijsling     | 6:4, 6:74, [10:6] |
| 4.  | 15. Juli 2012      | Scheveningen (1)        | Sand      | Boy Westerhof    | Rameez Junaid Simon Stadler        | 6:4, 5:7, [10:7]  |
| 5.  | 14. Juli 2013      | Scheveningen (2)        | Sand      | Boy Westerhof    | Gero Kretschmer Alexander Satschko | 6:3, 6:3          |
| 6.  | 8. September 2013  | Alphen aan den Rijn (2) | Sand      | Boy Westerhof    | Simon Greul Wesley Koolhof         | 4:6, 6:3, [12:10] |
| 7.  | 6. September 2014  | Alphen aan den Rijn (3) | Sand      | Boy Westerhof    | Rubén Ramírez Hidalgo Matteo Viola | 6:3, 6:1          |
| 8.  | 12. September 2014 | Sevilla                 | Sand      | Boy Westerhof    | James Cluskey Jesse Huta Galung    | 7:63, 6:4         |
| 9.  | 5. April 2015      | Le Gosier (1)           | Hartplatz | Jamie Cerretani  | Wesley Koolhof Matwé Middelkoop    | 6:1, 6:3          |
| 10. | 10. April 2016     | Le Gosier (2)           | Hartplatz | Jamie Cerretani  | Austin Krajicek Mitchell Krueger   | 6:2, 5:7, [10:8]  |